# Arachniotus
Arachniotus — рід грибів родини Gymnoascaceae. Назва вперше опублікована 1893 року.